# سوق الجزارين

سوق الجزارين واحد من أسواق مدينة صفاقس العتيقة و بالتحديد من أسواق باب الجبلي.

## الموقع

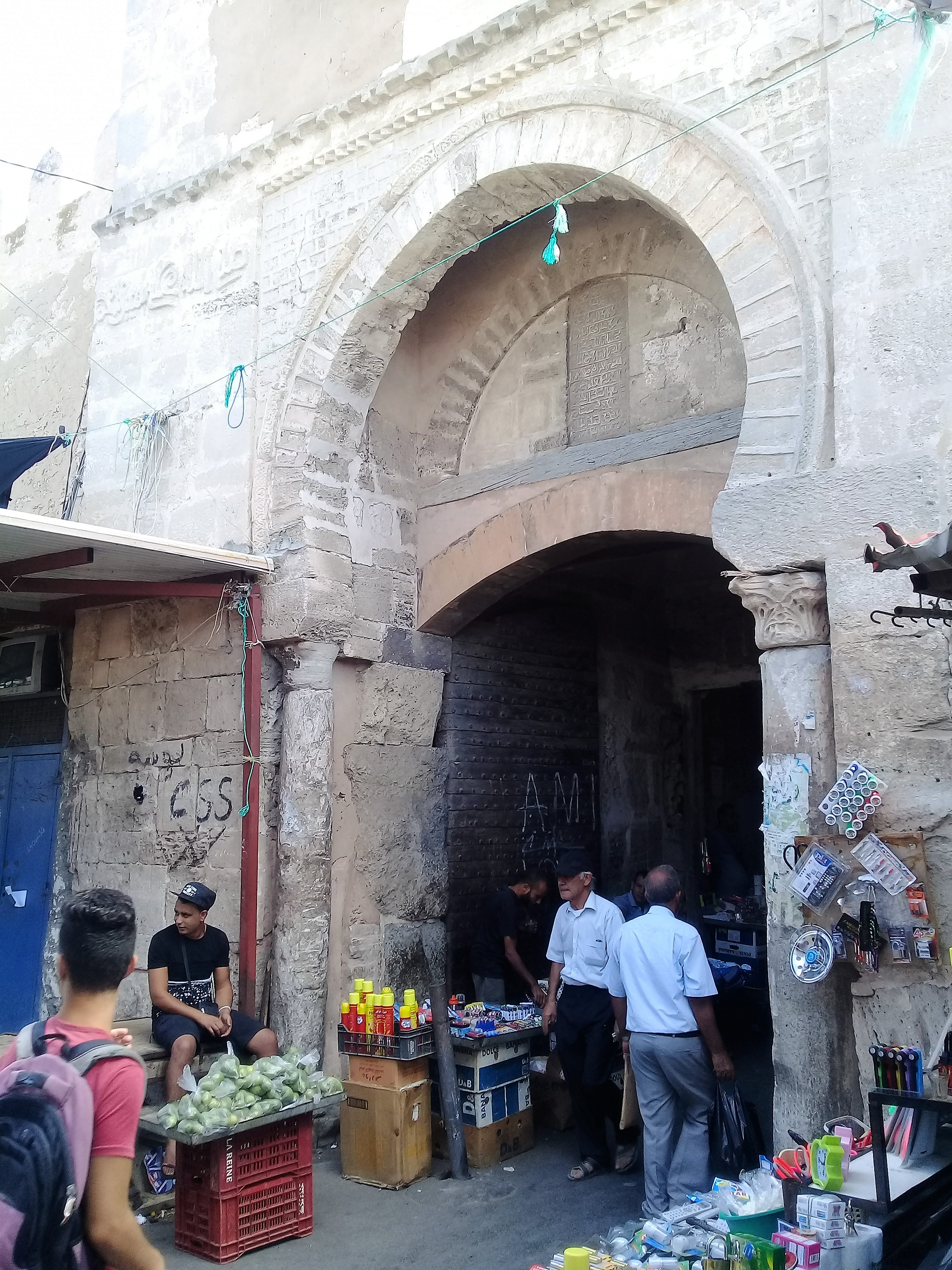
باب الجبلي

كان بسوق الجزارين الأصلي مذبح لذبح الحيوانات المأكولة. و كان محاطا بسوق الصباغين غربا,  سوق الحدادين شمالا و فندق الحدادين شرقا. إلا أنه و مع تطور المدينة, فقد تم نقل هذا السوق إلى أمام باب الجبلي فصار محدودا بالنهج المحاذي لسور المدينة جنوبا, سوق المحصولات شرقا و سوق العمران (أو فندق النعوش) غربا.
أما مذبح السوق الأصلي فقد تم نقله إلى خارج السوق الجنوبي للمدينة بجوار المدرسة الفنية حاليا.

## التاريخ
بكان السوق ملقبا برحبة الذبح. و مثال على ذلك ذكره في عمرة السيالين بحجة موجودة في محفوظات دار الجلولي تعود ربيع الثاني من سنة 1062 هجري:"بسم الله الرحمان الرحيم و صلى الله على سيدنا محمد و سلم تسليما
بعد أن كان المكرم المرعى أبو عبد الله محمد ابن أبي عبد الله السيالة, ابتاع من جانب بيت المال جميع الخراب الكائن قرب باب الجبلي من صفاقس يحده غربا رحبة الذبح و قبلة للخراط و غيره و شرقا لعباس و غيره و جوفا مخازن جوفية الباب بسوق النجارين له و لغيره من ميضاة هنالك و استجد في ناحية مما يلي الشرق خمسة حوانت لبيع اللحم ملاصقة لغوارب المخازن المذكورة فتفتح في الخراب المذكور الخ"

مئة سنة فيما بعد, أذن ب20 شعبان 1306 هجري عمر بركات رئيس جمعية أوقاف بالعاصمة للحاج محمد الفندري ممثله بصفاقس بأن يتم إنزاله للمجلس البلدي حسب شروط قدمتها البلدية خلال اجتماع بتاريخ 10 ديسمبر 1887 ميلادي ترئسه الصادق الجلولي و بحضور الأعضاء عمر قدور و علي السلامي و محمد الزريبي و عبد السلام الشرفي. و بموجب هذه الجلسة أصبح الإنزال بخمسين ريالا تونسية فضة على المجلس البلدي دفعها سنويا للأوقاف.
تحول المذبح القديم إلى فندق لربط الزول ثم إلى سوق سمك و من بعده إلى سوق خضر. و في سنة 1960 ضمته البلدية إلى سوق المحصولات.